# Cima Foppazzi
La Cima Foppazzi è una montagna delle Prealpi Bergamasche alta 2093 m s.l.m..

## Ascensione alla vetta
Dal Colle di Zambla si percorre una stradina che, in discesa, raggiunge la località Santella.
Dopo una breve risalita si scende ancora, prima sempre su stradina poi su sentiero fino ad un impluvio (in totale si perdono circa 70 metri).
Da qui il sentiero inizia a salire.
Superato uno stretto passaggio roccioso inizia un traverso verso destra (Est) che porta sulla dorsale erbosa dalla quale, in breve, si raggiunge la Baita di Mezzo, m. 1457.
Ora si risale su stradina in direzione Nord il pendio erboso che conduce alla Baita Alta, m. 1631.
Il sentiero prosegue ora in direzione Nord/Nord-Est e  raggiunge il bel Bivacco Mistri, m.1780.
Qui si incontrano alcuni cartelli indicatori.
Seguire sempre il sentiero 223 che in breve raggiunge la Bocchetta di Grem, m. 1976, che si apre tra la Cima Grem a sinistra e la Cima Foppazzi a destra.
Se si volge a sinistra su terreno leggermente più ripido, si raggiunge la vetta del Monte Grem m. 2049.
Ridiscendere alla Bocchetta e, seguendo il segnavia 263, raggiungere la vetta della Cima Foppazzi, m. 2097.
In alternativa si può raggiungere il sentiero da Premolo.